# Saint-Gilles (Indre)
Saint-Gilles é uma comuna francesa na região administrativa do Centro-Vale do Loire, no departamento de Indre. Estende-se por uma área de 7,68 km². Em 2010 a comuna tinha 108 habitantes (densidade: 14,1 hab./km²).